# Corts de València (1325)
Les Corts de València de 1325, Corts Generals del regne de València, foren convocades per Jaume II d'Aragó. El rei, el 28 de març de 1324, havia promès la seva celebració per a l'1 de novembre del mateix any, però un Consell General reunit a Lleida a l'octubre, per a tractar la successió al regne de Mallorca, endarrereix la possible celebració, que finalment queda fixada per al 15 de gener de 1325 a la ciutat de València.
En aquestes Corts es convocaren 23 viles del regne (València, Xàtiva, Sagunt, Castelló de la Plana, Alpont, Castellfabib, Biar, Ademús, Morella, Cullera, Borriana, Alzira, Corbera, Vila-real, Sogorb, Ontinyent, Bocairent, Xixona, Oriola, Alacant, Guardamar, Penàguila i Castalla); 8 membres de l'Església (els bisbes de València, Tortosa i Sogorb, els abats de Benifassà i la Valldigna, el capítol de la catedral de València, el comanador de l'orde de l'Hospital a València i el mestre de l'orde de Montesa, de recent creació); i pel braç nobiliari: 2 infants (Pere i Ramon Berenguer), 13 nobles (9 d'origen aragonès i 4 de procedència catalana o siciliana) i 6 cavallers (2 de vila d'Oriola, 2 de la d'Alacant i dos consellers reials). La convocatòria de dues categories noves en el braç nobiliari respon al desig del rei de controlar l'oposició dels principals barons aragonesos a la territorialitat dels furs.
El sotmetiment de tot el territori als Furs de València ocupà un lloc central en les sessions de les Corts, que com a mínim duraren fins a mitjan febrer. I la lluita entre els defensors de l'ordenament foral valencià i l'aragonès fou la causant de la dissolució de les Corts sense arribar a cap acord.